# Arzénsav
Az arzénsav (nyelvújításkori magyar elnevezése mirenysav) az arzén egyik oxosava, +5-ös oxidációs számú arzént tartalmaz. Nem állítható elő tisztán, csak a H3AsO4 · ½ H2O összegképletű hidrátja formájában. Vizes oldatából ez a hidrát kristályosodik ki áttetsző rombos szerkezetű lemezkék vagy kristályok alakjában. Nedves levegőn elfolyósodik és amorf anyaggá alakul. Jól oldódik vízben, alkoholban, glicerinben és lúgokban. Mérgező hatású.

## Kémiai tulajdonságai
Ha hevítik, vizet veszít. Először piroarzénsavvá (H4As2O5), majd metaarzénsavvá (HAsO3) alakul. Vörös izzáson további vizet veszít, arzén-pentoxid (As2O5) képződik belőle. Ez erős izzáson oxigént ad le és arzén-trioxiddá (As2O3) alakul. Oxidáló tulajdonságú, mert könnyen ad le oxigént. Hárombázisú középerős – a foszforsavnál valamivel gyengébb – sav, disszociációját az alábbi egyensúlyok írják le:
H3AsO4 ⇌ H2AsO−4  +  H+  (K1 = 10−2,19)
H2AsO−4 ⇌ HAsO2−4  +  H+  (K2 = 10−6,94)
HAsO2−4 ⇌ AsO3−4  +  H+  (K3 = 10−11,5)
Erős bázisokkal sókat, arzenátokat képez. Hidrogén hatására arzénné vagy arzén-hidrogénné redukálódik. Savas közegben az arzénsav oldatból kén-hidrogén hatására sárga csapadék, arzén-pentaszulfid (As2S5) válik le. Ón(II)-klorid (SnCl2) hatására savas kémhatású oldatban arzénné redukálódik.

## Előállítása
Az arzénsav arzénből vagy arzén-trioxidból állítható elő salétromsavas oxidációval. Arzenátok (az arzénsav sói) képződnek az arzenitek (az arzénessav sói) levegőn való hevítésekor vagy elektrolitos oxidációjakor.

## Felhasználása
A festékiparban és az üveggyártásban oxidálószerként, a vegyiparban arzenátok előállítására használják.